# Petrolisthes mesodactylon
Petrolisthes mesodactylon is een tienpotigensoort uit de familie van de Porcellanidae. De wetenschappelijke naam van de soort is voor het eerst geldig gepubliceerd in 1984 door Kropp.